# Obwód astrachański
Obwód astrachański (ros. Астраханская область) – jednostka administracyjna Federacji Rosyjskiej.

## Geografia
Obwód astrachański na południu ograniczony jest przez Morze Kaspijskie, na zachodzie graniczy z Kałmucją, od północy z obwodem wołgogradzkim, od wschodu z Kazachstanem.

## Historia
W późnym średniowieczu obszar przynależał do Złotej Ordy. W wyniku jej rozpadu w połowie XV w. powstał Chanat Astrachański – państwo tatarskie ze stolicą w Astrachaniu. Jego teren obejmował dorzecze dolnej Wołgi i stepy północnego Kaukazu. W 1556 chanat został podbity przez Iwana Groźnego i przyłączone do Rosji.

## Tablice rejestracyjne
Tablice pojazdów zarejestrowanych w obwodzie astrachańskim mają oznaczenie 30 w prawym górnym rogu nad flagą Rosji i literami RUS.

## Podział administracyjno-terytorialny

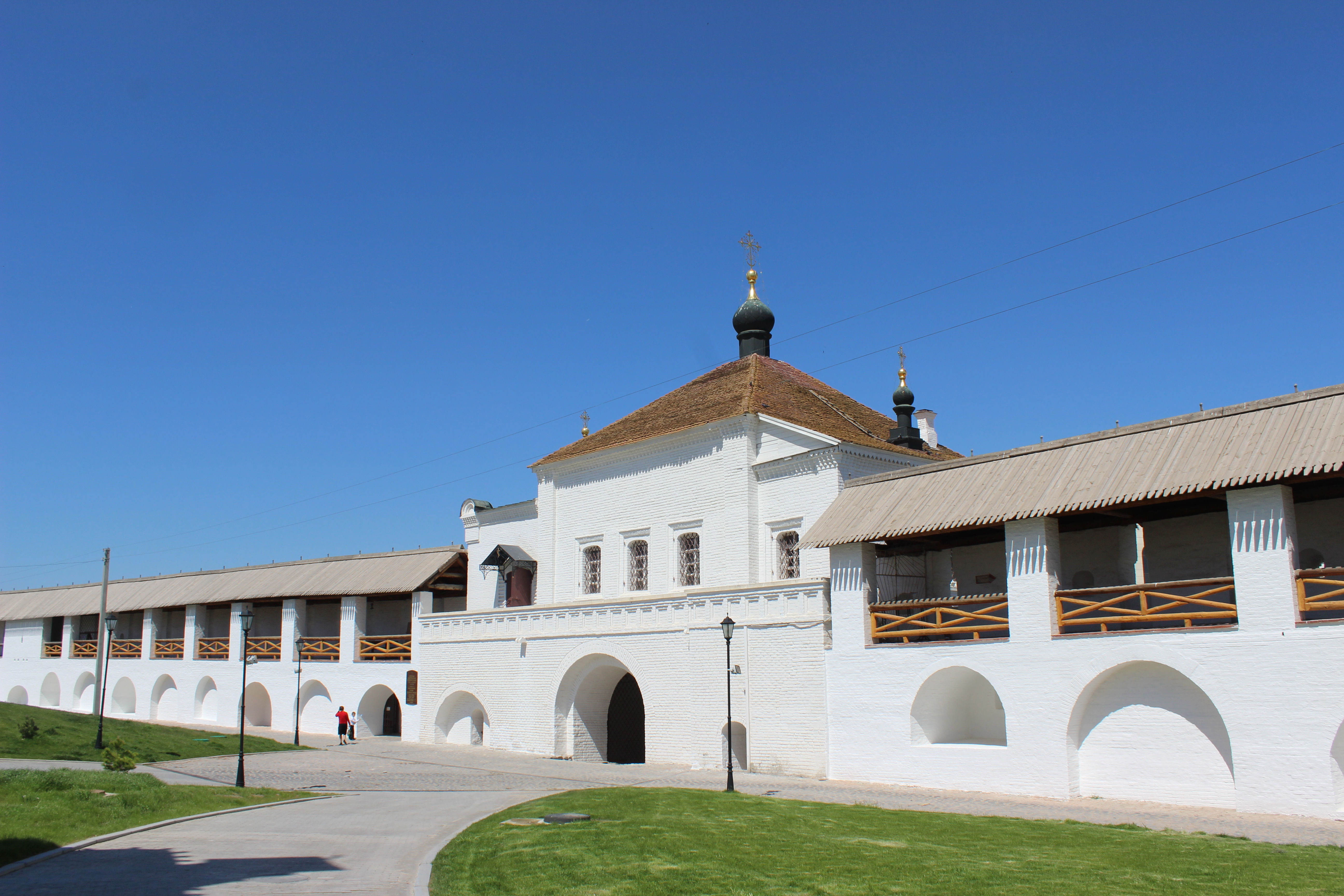
Astrachań to stolica i największe miasto obwodu oraz dawna stolica Chanatu Astrachańskiego

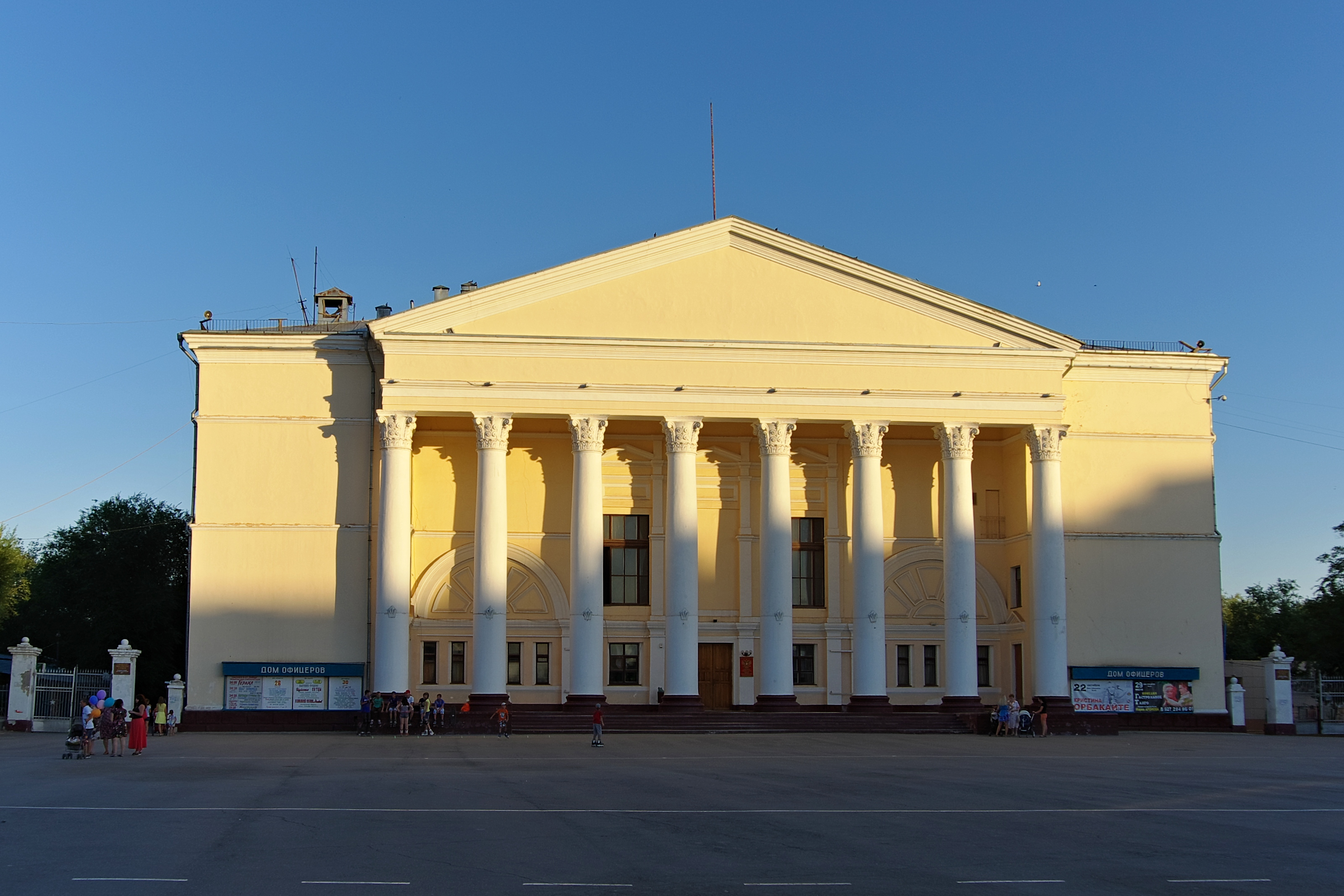
Achtubinsk jest największym miastem w północnej części obwodu

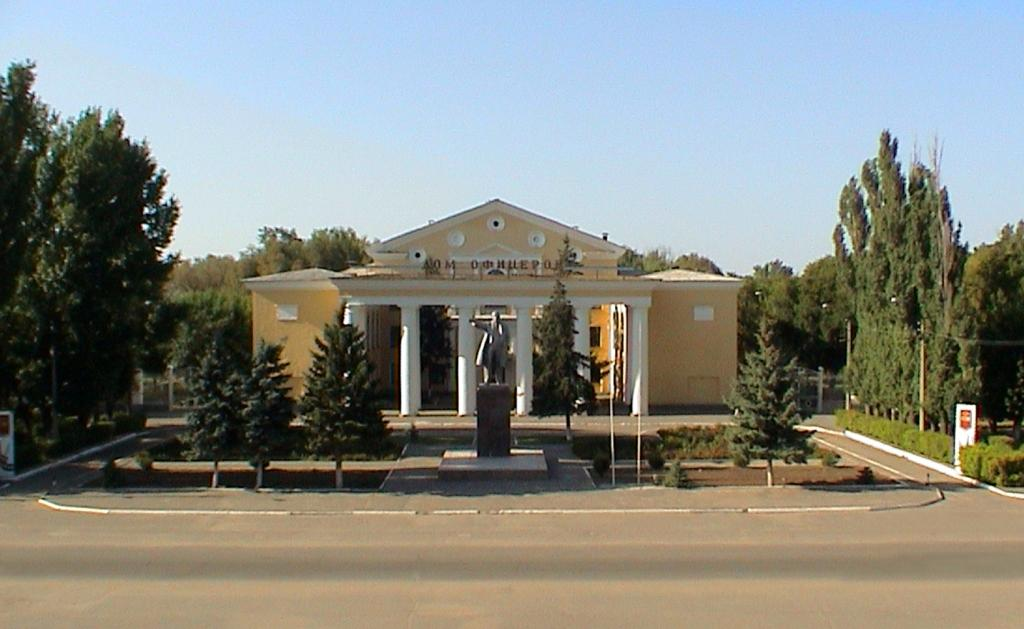
Znamiensk to miasto zamknięte

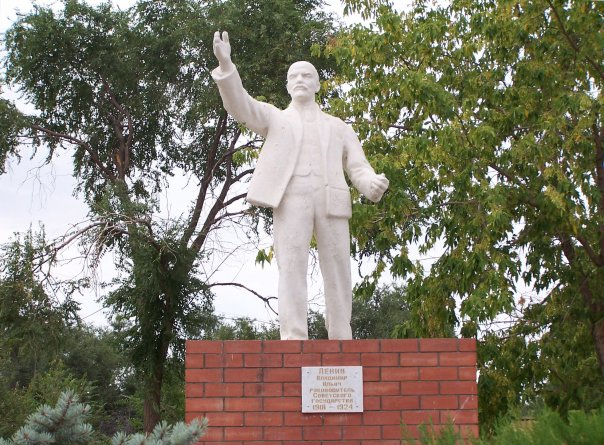
Charabali to największe miasto w środkowej części obwodu oraz znaczące skupisko Kazachów, którzy stanowią 1/3 jego populacji

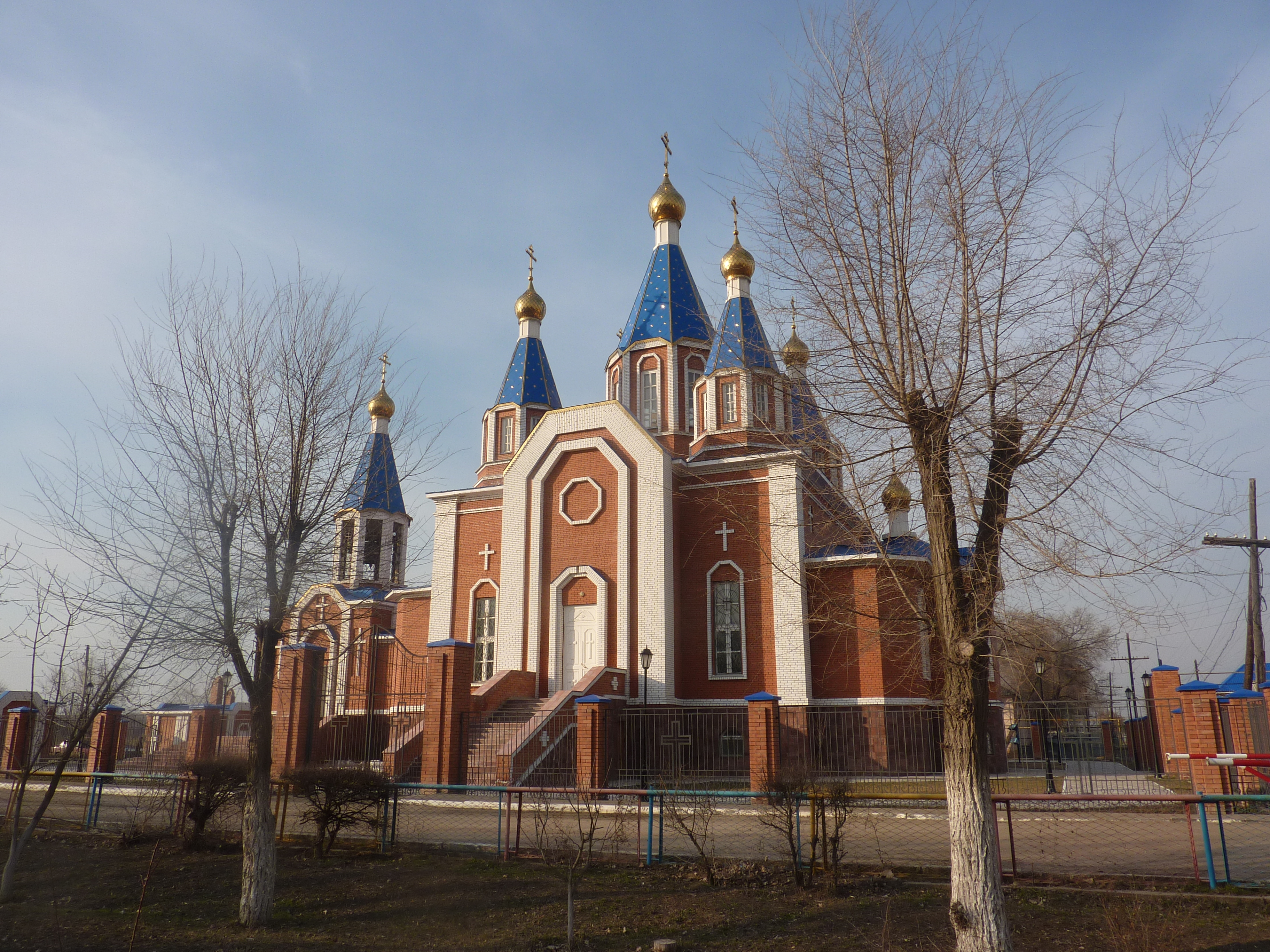
Kamyziak to młode miasto wyrosłe z dawnej wioski rybackiej, sięgającej XVI wieku

W obwodzie astrachańskim funkcjonuje 170 gmin, w tym 2 okręgi miejskie (jeden z nich stanowi miasto zamknięte), 11 rejonów miejskich, 11 osiedli miejskich i 146 osad wiejskich.

### Okręgi miejskie
- Okręg miejski miasto Astrachań(inne języki)
- Okręg miasta zamkniętego Znamiensk

### Rejony miejskie
- Rejon achtubinski(inne języki), centrum administracyjne miasto Achtubinsk; powierzchnia (w km kw.) 7 810;
- Rejon wołodarski(inne języki), centrum administracyjne osiedle Wołodarskij; powierzchnia (w km kw.) 3 883;
- Rejon jenotajewski(inne języki), centrum administracyjne wieś Jenotajewka; powierzchnia (w km kw.) 6 300;
- Rejon ikrianinski, centrum administracyjne wieś Ikrianoje; powierzchnia (w km kw.) 1 950;
- Rejon kamyziakski(inne języki), centrum administracyjne miasto Kamyziak; powierzchnia (w km kw.) 3 493;
- Rejon krasnojarski(inne języki), centrum administracyjne wieś Krasnyj Jar; powierzchnia (w km kw.) 5 260;
- Rejon limanski(inne języki), centrum administracyjne osiedle miejskie Liman; powierzchnia (w km kw.) 2 100;
- Rejon narimanowski(inne języki), centrum administracyjne miasto Narimanow; powierzchnia (w km kw.) 6 100;
- Rejon nadwołżański(inne języki), centrum administracyjne wieś Naczałowo; powierzchnia (w km kw.) 841;
- Rejon charabalinski(inne języki), centrum administracyjne miasto Charabali; powierzchnia (w km kw.) 7 100;
- Rejon czernojarski(inne języki), centrum administracyjne wieś Czornyj Jar; powierzchnia (w km kw.) 4 200.

Miasta o znaczeniu rejonowym
- Achtubinsk, 38507 mieszkańców;
- Narimanow, 11196 mieszkańców;
- Kamyziak, 16219 mieszkańców;
- Charabali, 18041 mieszkańców;

Miejscowości o liczbie mieszkańców ponad 5 000
- Astrachań;
- Achtubinsk;
- Znamiensk;
- Charabali;
- Kamyziak;
- Krasnyj Jar;
- Narimanow;
- Wołodarskij;
- Ikrianoje;
- Liman;
- Wierchnij Baskunczak;
- Czornyj Jar;
- Jenotajewka;
- Krasnyje Barrikady;
- Starokuczerganowka(inne języki);
- Kapustin Jar;
- Naczałowo;
- Sasykoli;
- Nikolskoje.

## Ludność
Skład narodowościowy według danych z 2010 roku:
1. Rosjanie - 67,6%
2. Kazachowie - 16,3%
3. Tatarzy - 6,6%
4. Ukraińcy - 0,9%
5. Azerowie - 0,9%
6. Nogajowie - 0,9%
7. Czeczeni - 0,8%
8. Kałmucy - 0,7%
9. Ormianie - 0,6%
10. Romowie - 0,6%